# Valentin Lavigne
Valentin Lavigne (4 juni 1994) is een Frans voetballer die bij voorkeur als aanvaller speelt. Hij stroomde in 2014 door vanuit de jeugd van Lorient.

## Clubcarrière
Lavigne komt uit de jeugdacademie van Lorient. Op 25 augustus 2014 debuteerde hij voor Lorient in de Ligue 1 tegen AS Monaco. Hij mocht na 81 minuten invallen voor Yann Jouffre. Zes minuten later scoorde hij het winnende doelpunt. Op 30 augustus 2014 scoorde hij twee doelpunten in de thuiswedstrijd tegen EA Guingamp. Zijn eerste basisplaats volgde op 27 september 2014 tegen Évian Thonon Gaillard.

## Carrièrestatistieken
| Seizoen                          | Club    | Land      | Competitie | Wed. | Goals |
| -------------------------------- | ------- | --------- | ---------- | ---- | ----- |
| 2014/15                          | Lorient | Frankrijk | Ligue 1    | 7    | 3     |
| Totaal                           | Totaal  | Totaal    | Totaal     | 7    | 3     |
| Bijgewerkt tot 28 september 2014 |         |           |            |      |       |

1 Gomis ·
2 Silva ·
3 Talbi ·
4 Mouyokolo ·
5 B. Mendy ·
8 Innocent ·
10 Faivre ·
11 Dieng ·
12 Yongwa ·
13 F. Mendy ·
14 Bakayoko ·
15 Laporte ·
17 Makengo ·
19 Abergel  ·
20 Sylla ·
21 Ponceau ·
22 Kroupi ·
24 Kalulu ·
25 Le Goff ·
26 Pagis ·
27 Aiyegun ·
29 Doucouré ·
37 Le Bris ·
38 Mvogo ·
44 Kari ·
77 Grbić ·
93 Mvuka ·
94 Youfeigane ·
95 Touré ·
97 Boisgard ·
Coach: Le Bris